# Tribunal Geral da União Europeia
Para o poder judicial da União Europeia, consulte Tribunal de Justiça da União Europeia.
Para o tribunal internacional do Conselho da Europa que interpreta a Convenção Europeia dos Direitos Humanos, consulte Tribunal Europeu dos Direitos Humanos.
O Tribunal Geral, informalmente conhecido como Tribunal Geral Europeu (TGE), é um tribunal constituinte do Tribunal de Justiça da União Europeia (TJUE). Ouve as ações movidas contra as instituições da União Europeia por indivíduos e por estados-membros, pese embora certos assuntos sejam reservados ao Tribunal Europeu de Justiça (TEJ). As decisões do Tribunal Geral podem ser objeto de recurso para o Tribunal Europeu de Justiça, mas apenas em matéria de direito. Antes da entrada em vigor do Tratado de Lisboa, a 1 de dezembro de 2009, era conhecido como Tribunal de Primeira Instância.
| Tribunais           | Tribunal de Justiça da União Europeia (TJUE) | Tribunal de Justiça da União Europeia (TJUE) |
| Tribunais           | Tribunal de Justiça                          | Tribunal Geral                               |
| ------------------- | -------------------------------------------- | -------------------------------------------- |
| Designação informal | Tribunal Europeu de Justiça (TEJ)            | Tribunal Geral Europeu (TGE)                 |

## Competência
O Tribunal Geral conhece litígios (como os das pessoas a quem foi recusada uma marca pelo Instituto da Propriedade Intelectual da União Europeia, EUIPO, o registo de marcas e desenhos ou modelos da UE).
A criação do Tribunal Geral instituiu um sistema judicial baseado em dois níveis de jurisdição: todos os processos apreciados em primeira instância pelo Tribunal Geral podem ser objeto de recurso para o Tribunal de Justiça apenas em questões de direito.
Tendo em conta o número crescente de processos apresentados ao Tribunal Geral nos últimos cinco anos, para o libertar de uma parte do volume de processos, o Tratado de Nice, que entrou em vigor a 1 de Fevereiro de 2003, prevê a criação de "painéis judiciais" em certas áreas específicas.
A 2 de novembro de 2004, o Conselho adotou uma decisão que cria o Tribunal da Função Pública da União Europeia. Este novo tribunal especializado, composto por sete juízes, ouviu e decidiu em primeira instância litígios envolvendo a Função Pública Europeia. As suas decisões estavam sujeitas a recurso para o Tribunal Geral apenas em questões de direito. As decisões proferidas pelo Tribunal Geral neste domínio poderiam, excecionalmente, ser sujeitas à fiscalização do Tribunal Europeu de Justiça. O Tribunal da Função Pública da União Europeia foi devidamente constituído por lei a 2 de dezembro de 2005. Apesar do sucesso no seu mandato, foi dissolvido a 1 de setembro de 2016, levando à duplicação do número de juízes no Tribunal Geral.

## Composição
Desde fevereiro de 2020, o Tribunal Geral é composto por 54 juízes; isto ocorre após uma reforma de 2016 que aumentou o número de juízes para dois por cada estado-membro até 2019, e à saída do Reino Unido da UE no final de janeiro de 2020. Os juízes são nomeados para um mandato renovável de seis anos, por mútuo acordo entre os governos dos estados-membros. Em fevereiro de 2020, havia 49 juízes em funções: 23 estados-membros nomearam ambos os seus juízes, enquanto a Letónia, a Polónia e a Eslováquia nomearam apenas um e a Eslovénia não nomeou nenhum.
Os membros do Tribunal Geral elegem entre si o seu presidente e os presidentes das secções de cinco juízes para um período renovável de três anos.
Não existem Advogados-Gerais permanentes vinculados ao Tribunal Geral (ao contrário do Tribunal Europeu de Justiça, que tem onze Advogados-Gerais). No entanto, a função de Advogado-Geral pode ser desempenhada num número limitado de casos por um juiz nomeado para o efeito. Na prática, isto tem sido feito ocasionalmente.

## Jurisdição
O Tribunal Geral, tal como o Tribunal Europeu de Justiça, tem a missão de garantir o respeito do direito na interpretação e aplicação dos Tratados da União Europeia e das disposições adotadas pelas instituições competentes da União.
Para cumprir a sua missão principal, o Tribunal Geral é competente para conhecer e decidir, em primeira instância, sobre todos os recursos diretos interpostos pelos particulares e pelos estados-membros, com exceção dos que serão atribuídos a um "painel judicial" e dos reservados ao Tribunal Europeu de Justiça.

### Categorias das ações diretas
- Ações de anulação[6]

(recursos que tenham por objeto a anulação de atos das instituições, dos órgãos ou dos organismos da UE intentados pelas pessoas singulares ou coletivas, nos termos do artigo 263.º do TFUE)
- Ações por omissão[6]

(contra a inação das instituições, dos órgãos ou dos organismos da UE intentados pelas pessoas singulares ou coletivas, nos termos do artigo 265.º do TFUE)
- Ações interpostas pelos estados-membros contra a Comissão[6]
- Ações por danos[6]

(ações que tenham por objeto a reparação dos danos causados por conduta ilícita das instituições, órgãos ou organismo, da UE ou pelos seus agentes, nos termos do artigo 268.º do TFUE)
- Ações baseadas em cláusula de arbitragem[6]

(os litígios relacionados com contratos de direito público ou privado celebrados pela União ou por sua conta que contenham tal cláusula, ou seja, que prevejam expressamente a competência do Tribunal Geral, nos termos do artigo 272.º do TFUE)
- Ações no domínio da propriedade intelectual interpostas contra o Instituto da Propriedade Intelectual da União Europeia (EUIPO) e contra o Instituto Comunitário das Variedades Vegetais[6]
- Ações relativas à função pública[6]

(litígios entre a União e os seus agentes, incluindo os litígios entre qualquer instituição e qualquer órgão ou organismo, por um lado, e o seu pessoal, por outro – de 2005 a 2016, estes processos foram transferidos para o Tribunal da Função Pública da União Europeia, mas regressaram ao Tribunal Geral quando a sua dimensão duplicou)
Objeto das ações diretas: todos os assuntos, incluindo:
- agricultura
- auxílios estatais
- concorrência
- política comercial
- política regional
- política social
- direito institucional
- direito de marcas e desenhos (design) ou modelos
- transporte

## Procedimento
O Tribunal Geral dispõe do seu próprio Regulamento Interno (Règlement intérieur ou Rules of Procedure). As regras de 1991 foram substituídas pelo Regulamento Interno (Règlement intérieur ou Rules of Procedure) revisto, que entrou em vigor a 1 de julho de 2015. No essencial, o processo do Tribunal de Justiça inclui uma fase escrita e uma fase oral. O processo é conduzido numa língua à escolha do demandante (peticionário). Tal como no Tribunal Europeu de Justiça, a língua de trabalho do Tribunal é, no entanto, o francês, o que inclui a língua em que os juízes deliberam e a língua de redação dos relatórios preliminares e dos acórdãos.
O Tribunal está dividido em 9 secções (chamadas "câmaras") compostas por bancadas de 3 juízes, exceto a 7.ª secção, cuja bancada é composta por 4 juízes. Cada câmara tem uma composição ampliada de 5 juízes. Os casos são atribuídos pelo Presidente do Tribunal a um juiz presidente da secção relevante. O juiz presidente designado para o caso escolhe então um juiz-relator (judge-rapporteur) dentre os juízes da secção, cujos escrivães elaboram um relatório preliminar (rapport préalable) com base nas alegações das partes e na legislação aplicável.
No final da fase escrita e, se for o caso, aquando da adoção de medidas de instrução, o caso é discutido oralmente em audiência pública. Os processos são interpretados simultaneamente, se necessário, em várias línguas oficiais da União Europeia. Os juízes deliberam então com base num projeto de sentença elaborado pelo juiz-relator. A decisão final do Tribunal é proferida em audiência pública.